# Hip Hop Generation
Hip Hop Generation è stato un programma televisivo italiano condotto da Fabiano Ballarin, meglio conosciuto nell'ambiente rap con il nome di Inoki, ed andato in onda su Raitre per quattro puntate di un'ora dal 15 settembre 2004, con cadenza settimanale ogni mercoledì alle 23.40.

## Descrizione
L'argomento principale era l'hip hop nelle sue varie derivazioni artistiche e l'impatto che esso ha avuto sul mondo giovanile. Molti gli ospiti presenti in ciascuna puntata, a rappresentare le quattro discipline legate all'hip hop: breaking, DJing, MCing e writing. Tra le peculiarità del programma la scenografia, non fissa ma costruita nel corso delle puntate da vari artisti del writing, chiamati a dipingere sotto l'occhio vigile delle telecamere.
Al conduttore si affiancava la giornalista Vittoria Ottolenghi, in qualità di intervistatrice di personaggi di volta in volta scelti per la loro attinenza all'argomento del programma.